# Eduardo Ernesto de Castelbranco
Eduardo Ernesto de Castelbranco ComA • GOA • ComSE (? - 24 de Fevereiro de 1905) foi um militar português.

## Família
De distintíssima família da Ilha da Madeira, era filho de Joaquim Pedro de Castelbranco e de sua mulher Joana de Melo Cogominho, irmão de Pedro de Castelbranco Manoel, 2.º Barão de São Pedro jure uxoris, sobrinho de José de Freitas Teixeira Spínola de Castelbranco e neto de Maurício José de Castelbranco Manoel.

## Biografia
Frequentou o Colégio Militar entre 1850 e 1857 (como Eduardo Ernesto de Castel-Branco).
General de Divisão reformado, Director do Museu de Artilharia.

### Condecorações
Comendador e Grande-Oficial da Ordem Militar de Avis e Comendador da Ordem Militar de Sant'Iago da Espada, etc.